# Johann Melchior Molter

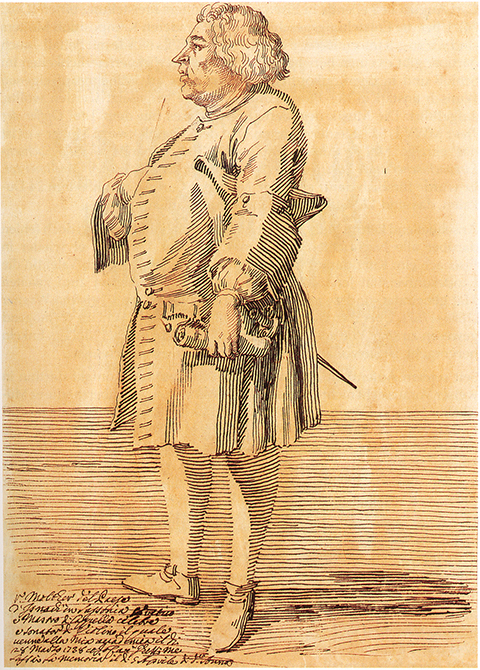
Johann Melchior Molter Federzeichnung von Pier Leone Ghezzi

Johann Melchior Molter (* 10. Februar 1696 in Tiefenort; † 12. Januar 1765 in Karlsruhe) war ein deutscher Violinist, Komponist und Kapellmeister.

## Leben
Johann Melchior Molter war ein Sohn des Lehrers und Kantors Valentin Molter, der ihm den ersten Musikunterricht erteilte. Johann Melchior besuchte das Gymnasium in Eisenach, wo er im von Johann Conrad Geisthirt geleiteten „Chorus Symphoniacas“ das Repertoire des dortigen Hoforchesters kennenlernte. Ab 1717 war Molter in Karlsruhe Violinist beim Markgrafen Karl Wilhelm von Baden-Durlach. Dieser schickte ihn 1719 auf eine zweijährige Studienreise nach Italien, wo er die Musik in Venedig und Rom kennenlernte, dort lernte er möglicherweise die Komponisten, zumindest aber die Musik von Antonio Vivaldi, Tomaso Albinoni, Giuseppe Tartini und Alessandro Scarlatti kennen, die ihn nachhaltig beeinflusste. Nach Beendigung der Italienreise trat er 1722 als Nachfolger von Johann Philipp Käfer die Stelle als Kapellmeister der Markgräflich Badischen Hofkapelle an, der er bereits seit 1717 angehört hatte, eine Stellung, die er bis zum Jahre 1733 innehatte, als der Markgraf sein Orchester auflöste.
1734 folgte er einer Berufung als Kapellmeister und Nachfolger von Johann Adam Birckenstock an den Hof von Sachsen-Eisenach. In dieser Zeit entstanden viele weltliche und geistliche Vokalkompositionen, die zum großen Teil verschollen sind. 1737 ermöglichte ihm der Herzog eine zweite Italienreise, bei der er unter anderem die neuen Entwicklungen des Musiklebens in Venedig, Bologna, Ancona, Rom, Neapel und Mailand erkundete. 1742 nach Karlsruhe zurückgekehrt, übernahm er bei einem Entgelt von 500 Gulden seine frühere Stelle als Kapellmeister. Molter blieb bis zu seinem Tod im Alter von 69 Jahren Kapellmeister in Karlsruhe. Sein Nachfolger wurde der Italiener Giacinto Schiatti.

## Schaffen
Das etwa 600 Einträge umfassende Verzeichnis der Werke Molters (MWV) von Klaus Häfner von 1996 gibt Auskunft über die einzelnen Kompositionen.
Für die Klarinettisten ist Molter von Bedeutung, da seine Klarinettenkonzerte, die heute noch gespielt werden, zu den frühesten Vertretern der Gattung zählen. Ansonsten sind Molters Werke größtenteils in Vergessenheit geraten. Sein Werk ist in seiner ersten Karlsruher Zeit von der italienischen Musik beeinflusst, wobei er auch französische Elemente einfließen ließ. Nach seiner Ankunft in Eisenach machte sich die Nähe zu mitteldeutschen Komponisten, wie beispielsweise Georg Philipp Telemann oder Johann Bernhard Bach, bemerkbar. Nach seiner zweiten Italienreise stand er verstärkt unter dem Einfluss der neapolitanischen Schule.

## Werke (Auswahl)
Molter komponierte 11 Kirchenkantaten, das Karfreitagsoratorium „Höchst schmerzensvoller Tag“, zahlreiche weltliche Kantaten, 14 Ouverturen, 21 Orchestersonaten, 8 Orchesterkonzerte, 170 Sinfonien, 20 Orchestermenuette und etwa 100 kammermusikalische Kompositionen, die zum Teil mit konzertierendem Instrument gesetzt sind. Veröffentlicht wurden 1722 seine 6 „Esercizio studioso“ für Violine und Cembalo (Amsterdam, Le Cène)
Konzerte
- 6 Konzerte für Violine und Streicher
- 10 Konzerte für Flöte und Streicher
- 3 Konzerte für Fagott und Streicher
- 5 Konzerte für Oboe, Streicher und Basso continuo
- 6 Konzerte für Klarinette, Streicher und Basso continuo
- Konzert für Violoncello und Streicher C-Dur
- Konzert für Horn und Streicher
- Konzert für Flöte, Streicher, Oboen und Hörner
- Konzert für Viola, Streicher und Bass in A-Dur
- Konzert für Cembalo und Streicher
- 3 Konzerte für Trompete und Streicher
- 5 Konzerte für 2 Trompeten und Streicher
- 4 Concertini für Diskant-Viola da gamba, Streicher und Basso continuo

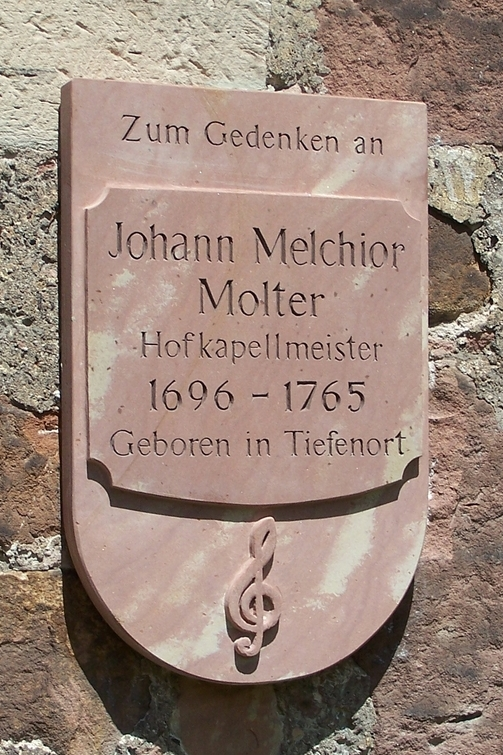
Gedenktafel in Tiefenort

## Ehrungen
Die Gemeinde Tiefenort hat dem Komponisten eine Gedenktafel an der Peterskirche gewidmet.